# Milutin (évêque de Valjevo)
Milutin, né Mihailo Knežević le 10 janvier 1949 à Mijači, Valjevo (Yougoslavie), et mort le 30 mars 2020 à Belgrade, est un prélat orthodoxe serbe. 

## Biographie
Il est évêque d'Australie et Nouvelle-Zélande de 2003 à 2006, puis de Valjevo de 2006 à sa mort, causée par le Covid-19.